# 이케다 나가요시 (1570년)
이케다 나가요시(일본어: 池田長吉, 1570년 ~ 1614년 10월 27일)는 아즈치모모야마 시대부터 에도 시대 초기까지의 무장, 다이묘이다. 이나바 돗토리번 초대 번주를 지냈다. 나가요시류 이케다가 시조. 아명은 도사부로(藤三郎)이며 통칭은 하시바 도사부로.
이케다 쓰네오키의 3남으로 오와리국 이누야마성에서 태어났다. 12살이 되던 해에 하시바 히데요시의 양자로 입적되었다.
|  | 제1대 돗토리번 번주 (이케다가, 나가요시(長吉)류) 1600년 ~ 1614년 | 후임 이케다 나가요시 |